# Opius eastridgeanus
Opius eastridgeanus är en stekelart som beskrevs av Fischer 1965. Opius eastridgeanus ingår i släktet Opius och familjen bracksteklar. Inga underarter finns listade i Catalogue of Life.